# Anden Krønikebog
Anden Krønikebog (hebr.: Divrei Hayyamim, דברי הימים (= Dagenes anliggender), gr.: Paraleipomêna) er en bog i Bibelen, der sammen med Første Krønikebog, Ezras Bog og Nehemias' Bog samlet udgør det kronistiske historieværk.
Opdelingen i fire skrifter skriver sig fra Septuaginta, er gentaget i alle senere oversættelser og er også trængt ind i hebraiske tekstudgaver af Tanakh. I den hebraiske kanon står Krønikebøgerne sidst i Det gamle testamente, dvs. naturstridigt bagefter Ezra og Nehemias, formentlig fordi de en overgang blev udeladt som en overflødig gentagelse af indholdet i Kongebøgerne.
Krønikebøgerne største værdi ligger i det indblik, de giver i forholdene efter det babylonske fangenskab. Forfatterne ("kronisten") må søges blandt præsterne ved Jerusalems tempel, fordi deres kultus, tempelsangen og -musikken, og de levitiske kredse, der sørgede for den, er så indgående omtalt, at kronisten formentlig har bygget på stof fra tempelarkiverne. Krønikebøgerne afsluttes med et vers ("Dette siger perserkongen Kyros: "Herren, himlens Gud, har givet mig alle jordens kongeriger, og han har pålagt mig at bygge ham et hus i Jerusalem i Judæa. Må Gud Herren være med enhver iblandt jer af hele hans folk! Enhver skal drage derop!""), der nærmest er en afskrift af Ezra 1:2-3: "Dette siger perserkongen Kyros: "Herren, himlens Gud, har givet mig alle jordens kongeriger, og han har pålagt mig at bygge ham et hus i Jerusalem i Judæa. å Gud være med enhver iblandt jer af hele hans folk! Enhver skal drage op til Jerusalem i Judæa og bygge på Herrens, Israels Guds, hus; det er den Gud, der er i Jerusalem. "" - nok tilføjet, da Krønikebøgerne blev anbragt sidst i kanon, fordi det ville virke for trøstesløst at afslutte Bibelen med Jerusalems undergang.